# Arcangelo da Calatafimi

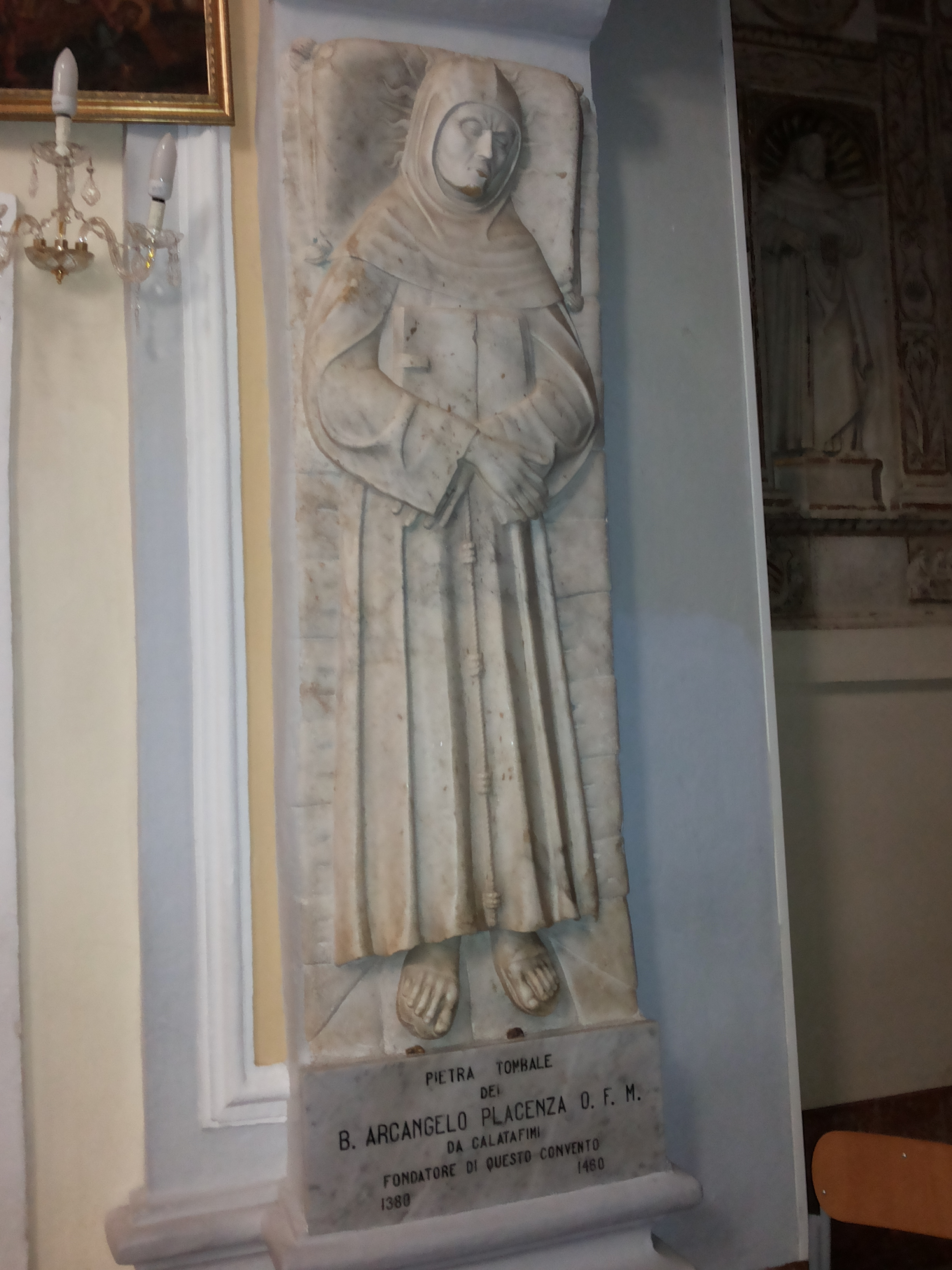
Pietra tombale del beato Arcangelo

Arcangelo Placenza da Calatafimi (Calatafimi, 1390 – Alcamo, 24 luglio 1460) è stato un presbitero, religioso e predicatore francescano italiano venerato come beato dalla Chiesa cattolica.

## Biografia
Nato a Calatafimi, attorno all'anno 1390 dalla nobile famiglia locale dei Placenza, lasciò la casa paterna e andò a vivere in una grotta, non distante dalla chiesa campestre di Santa Maria del Giubino, dove gli si attribuiscono frequenti visioni della Vergine Maria, che gli si sarebbe mostrata da sopra un cipresso mentre pregava..
Diffusasi la notizia delle apparizioni e dei miracoli il luogo divenne sempre più frequentato da curiosi e fedeli, e i suoi parenti vi si recarono per convincerlo a desistere dalle sue intenzioni. In cerca di raccoglimento Arcangelo si spostò dunque ad Alcamo, dove iniziò a prendersi cura dei malati nell'antico ospedale di Sant'Antonio, che provvide a rimettere in sesto dopo un periodo di abbandono. Nei momenti liberi si ritirava in una grotta vicina all'odierna chiesa di Santa Maria di Gesù per pregare e fare penitenza.
Dopo la soppressione degli eremiti in Sicilia, per opera di papa Martino V, vestì l'abito dei Frati minori osservanti a Palermo, presso il convento di Santa Maria di Gesù.
Dopo essere diventato presbitero, il beato Matteo Guimerà da Agrigento, suo diretto superiore, gli concesse la facoltà di aprire nuovi conventi: Arcangelo tornò quindi presso l'ospedale di Sant'Antonio ad Alcamo, per aprirvi un convento. Venne inoltre eletto vicario provinciale dell'ordine e si dedicò alla predicazione.

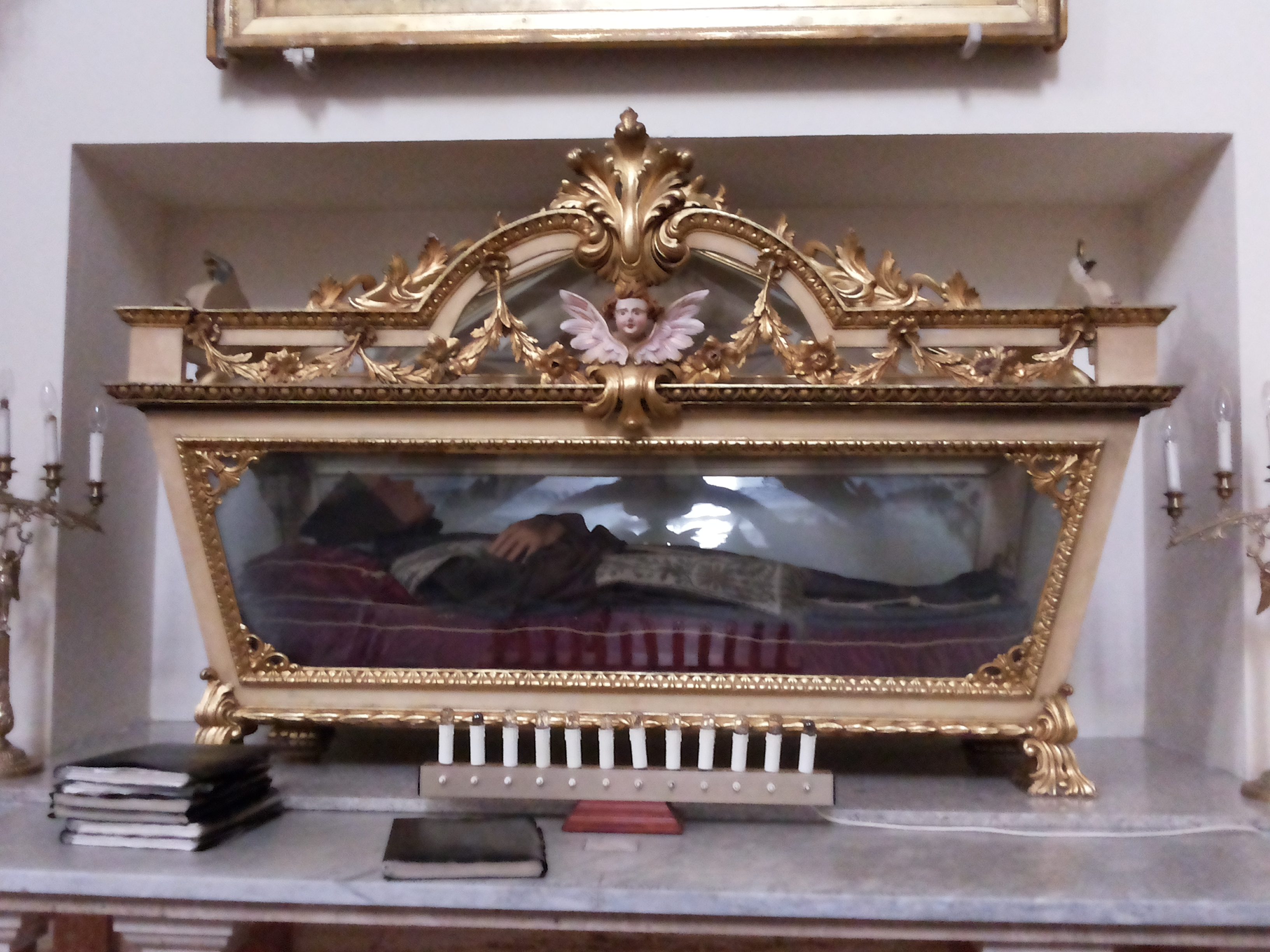
Urna con le spoglie del beato Arcangelo Placenza da Calatafimi, custodita all'interno della chiesa di Santa Maria di Gesù ad Alcamo.

Visse nel convento di Santa Maria di Gesù di Alcamo fino alla morte, avvenuta il 24 luglio 1460.
Il suo corpo è conservato in un'urna in ebano posta sopra l'altare di San Corrado, all'interno della chiesa di Santa Maria di Gesù.
Papa Gregorio XVI lo proclamò beato, in virtù dei numerosi miracoli attribuitigli, il 9 settembre 1836.

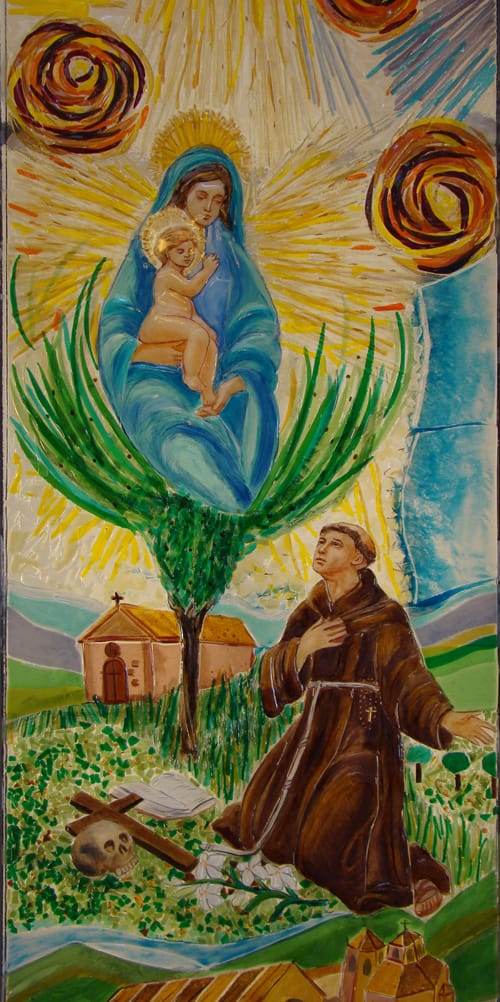
Vetrata artistica raffigurante l'apparizione della Vergine al Beato Arcangelo - Cappella privata